# Атропоізомерія

Атропізомери 6,6'-динітро-2,2'-дифенової кислоти.

А́тропоізоме́рія — просторова ізомерія, яка виникає внаслідок неможливості вільного обертання довкола простого σ-зв'язку. Високий бар'єр внутрішнього обертання через стеричні перешкоди (80—130 кДж/моль) викликає появу енантіомерних атропоізомерів, які можуть бути виділені як окремі хімічні сполуки, наприклад, ортозаміщені похідні дифенілу.
Назва явища утворилася від повного терміна атропененантіоізомерія: а — від грец. anti (заперечення), тропен — від грец. tropos (обертаю), енантіо — протилежний і ізомерія — однакова частка, або дослівно — заперечення обертання однакових часток.